# San Martino di Mugnano
San Martino di Mugnano è una frazione del comune italiano di Modena, nell'omonima provincia, in Emilia-Romagna.
Il centro abitato appartiene all'ex circoscrizione 3, conta 26 abitanti ed è situato a 7 km a sud del centro di Modena.

## Storia
Sia ha notizie del territorio di "Mugnanum" sin dall'anno 891 dove, come si legge in alcuni documenti conservati nell'Archivio Nonantolano. Nell'epoca altomedievale si riconosce il possesso di diversi beni a Mugnano da parte del Marchese Bonifazio IV di Toscana, padre della celebre Contessa Matilde di Canossa e più importante fra i signori feudali italiani del tempo. I documenti riportano la concessione del territorio di Mugnano da parte del Marchese Bonifazio in permuta al Vescovo di Modena, nell'anno 1033.
Un ulteriore pergamena, conservata nell'Archivio Capitolare di Modena, datata 2 gennaio 1186, sancisce il passaggio di diversi terreni dall'allora Vescovo Ardicione a "Pietrino, figlio di Adamino". Il testimone del passaggio è Guido, Arciprete di San Martino di Mugnano.
Gli abitanti di Mugnano sono citati nella famosissima opera del Tassoni "La secchi rapita", dove si racconta che fra i combattenti modenesi vi fosse un manipolo di coraggiosi uomini di Mugnano:
(Alessandro Tassoni, La secchia rapita, canto III, ottava 256-264)

## Origine del nome
Nella suo opera di toponomastica sull'origine dei nomi della provincia modenese, il professor Franco Violi ritiene di riscontrare in "Mugnus" un nome o cognome di epoca romana.

## Monumenti e luoghi d'interesse
- Chiesa di San Martino di Mugnano[1]